# Bodinarenahalli, Chik Ballapur
Bodinarenahalli là một làng thuộc tehsil Chik Ballapur, huyện Kolar, bang Karnataka, Ấn Độ.